# Anthophorula truncata
Anthophorula truncata là một loài Hymenoptera trong họ Apidae. Loài này được González-Vaquero & Roig-Alsina mô tả khoa học năm 2005.